# Marion Becker
Marion Becker, geb. Steiner (Ebert) (* 21. Januar 1950 in Hamburg) ist eine ehemalige deutsche Leichtathletin, die bei den Olympischen Spielen 1976 in Montreal die Silbermedaille im Speerwurf gewann (60,66 – 60,52 – 64,70 m – ungültig – ungültig – ungültig). Sie startete bei diesen Spielen in der Mannschaft der Bundesrepublik.
Marion Becker wuchs in der DDR auf (1969: DDR-Jugendmeisterin im Speerwurf, Start für den SC Karl-Marx-Stadt) und siedelte 1969 nach Rumänien über, um Siegfried Becker, einen Rumänen deutscher Nationalität, zu heiraten, der auch ihr Trainer wurde. An den Olympischen Spielen 1972 in München nahm sie für Rumänien im Speerwurf teil, scheiterte jedoch in der Qualifikation. Sowohl Becker als auch ihr Mann/Trainer setzten sich dort in München ab. Sie musste zunächst ihre Tochter Almut, die später eine Ausreisegenehmigung erhielt, bei den Großeltern in Rumänien zurücklassen.
Marion Becker gehörte in der Bundesrepublik dem USC München an. In ihrer Wettkampfzeit war sie 1,64 m groß und wog 63 kg.